# Сан Донино (Фиренца)
Сан Донино је насеље у Италији у округу Фиренца, региону Тоскана.
Према процени из 2011. у насељу је живело 5787 становника. Насеље се налази на надморској висини од 238 м.